# 프란시스코 가리고스
프란시스코 가리고스 로사(스페인어: Francisco Garrigós Rosa, 1994년 12월 9일~)는 스페인의 유도 선수이다. 엑스트라라이트급에서 활동하고 있으며 올림픽에 3회(2016, 2020, 2024)에 참가했고 2024년 올림픽에서 동메달을 획득했다. 또한 세계 선수권 대회에서 금메달 1개, 동메달 1개, 유럽 선수권 대회에서 금메달 2개, 동메달 3개를 획득했다.